# Jean Rouvier
Pour les articles homonymes, voir Rouvier.
Jean Rouvier est un historien du droit français, né le 25 mai 1927 au Vésinet et mort le 26 juillet 2018 à Chailles.

## Biographie

### Origines et formation
Jean Rouvier est né le 27 mai 1927 au Vésinet, commune dont son grand-père Gaston Rouvier fut maire. Il s’engage dans la Résistance à 16 ans[réf. nécessaire]. Il devient docteur d'État en droit en 1961 et agrégé d'histoire du droit (1963).
Il est l’auteur de deux ouvrages majeurs « Histoire des idées politiques des origines à Jean Jacques Rousseau » et « Histoire des idées politiques de Jean Jacques Rousseau à nos jours » qui ont reçu le prix Gobert de l’Académie Française.  Conseiller spécial de la Commission  européenne, il a, après le désastre de l’Amoco Cadiz, obtenu l’application du principe du pollueur payeur. Conseiller de Valéry Giscard d’Estaing puis de François Mitterrand, il joua un rôle actif dans les accords de 1984 sur le maintien de l’école libre.[réf. nécessaire]
Il est mort le 26 juillet 2018 à Chailles, près de Blois où il habitait depuis de longues années.

### Carrière
Il a été professeur à la faculté de droit de Lille en 1968-1969. Il a reçu le Grand prix Gobert d'histoire de l'Académie française en 1974 pour son livre Les Grandes Idées politiques des origines à J.-J. Rousseau. Il est professeur d'histoire du droit à l'université Paris-II.

### Descendance
Il est le père de Catherine Rouvier.

### Théorie
Dans ses écrits, il défend l'idée que la bonne gouvernance d'une société repose sur la place qu'elle donne à ceux qui sont les meilleurs en son sein, l'élite du « cœur et de l'esprit », ceux qu'animent des sentiments élevés et une intelligence bien formée. Cela ayant pour lui davantage d'incidence que la forme des institutions ou des lois.

## Publications
- Chartres, Chaland Paris 1950.
- Varia. 4 : Études de droit romain, en collab. avec Edgar Faure, Paris, Sirey, 1961
- Du Pouvoir dans la République romaine : Réalité et légitimité, étude sur le consensus, Paris, Nouvelles Éditions Latines, 1963
- Le droit aujourd'hui, C.E.P.l, 1973
- Les Grandes Idées politiques des origines à J.-J. Rousseau, Bordas, 1973
- Les Grandes Idées politiques de Jean-Jacques Rousseau à nos jours, Plon, 1978